# Lỗ Cung công
Lỗ Cung công hay Lỗ Cộng công (chữ Hán: 魯共公, trị vì 382 TCN-353 TCN), tên thật là Cơ Phấn (姬奮), là vị vua thứ 31 của nước Lỗ - chư hầu nhà Chu trong lịch sử Trung Quốc.
Cơ Phấn con trai của Lỗ Mục công, vị vua thứ 30 của nước Lỗ. Năm 383 TCN, Lỗ Mục công qua đời, Cơ Phấn lên làm vua, tức là Lỗ Cung công.
Năm 373 TCN, nhân Tề hầu Diệm bị em là Điền Tề Hoàn công giết chết, tình hình nước Tề rối loạn, Lỗ Cung công hợp quân với nước Ngụy đánh Tề, quân Lỗ chiếm đất đất Dương của nước Tề.
Năm 356 TCN, Lỗ Cung công cùng Tống Hoàn hầu, Vệ Thành hầu, Hàn Chiêu hầu đến Ngụy, triều kiến Ngụy Huệ vương.
Theo sử ký, có lần Lỗ Cung công đến dự tiệc rượu với Sở Tuyên vương nhưng vua Sở không vừa ý, bèn liên minh với nước Tề đánh Lỗ.
Lương vương Ngụy Anh (tức Ngụy Huệ vương) hội chư hầu ở Phạm Đài, Lỗ Cung công cũng đến dự. Lúc ngà say, Lương vương mời Lỗ công cạn chén. Lỗ công bước khỏi chiếu, từ tốn nói rằng
Ngày xưa, con gái vua Vũ sai Nghi Địch nấu rượu dâng lên vua, vua uống thấy quá ngon; liền tránh xa Nghi Địch, bỏ rượu ngon và nói: "Hậu thế ắt có kẻ mất nước vì rượu ngon!" Tề Hoàn công nửa đêm thấy đói, Dịch Nha trổ tài nấu nướng, nêm nếm ngũ vị dâng lên vua, vua ăn uống no nê, ngủ không biết sáng, sau đó nói rằng: ‘Hậu thế ắt có kẻ mất nước vì miếng ăn ngon!: Tấn Văn công có được người đẹp Nam Chi Uy, ba ngày không thiết triều, thế là rời xa Nam Chi Uy và nói::Hậu thế ắt có kẻ mất nước vì sắc đẹp!" Sở Vương lên Cường Đài ngắm nhìn Băng Sơn, bên trái là sông, bên phải là hồ, say mê cảnh đẹp, vui đắm mê hồn, bèn phát lời thề không bao giờ lên đó nữa và nói: "Hậu thế ắt có kẻ mất nước vì đài cao hồ rộng!" Nay chén rượu trong tay Chủ quân chính là rượu ngon của Nghi Địch; thức ăn của Chủ quân chính là vị ngon của Dịch Nha; Bạch Đài bên trái, Lư Tu bên phải chính là sắc đẹp của Nam Chi Uy; Giáp Lâm phía trước, Lan Đài phía sau chính là niềm vui thú ở Cường Đài. Chỉ một trong bốn điều này đã đủ mất nước. Nay chủ quân mắc đủ cả bốn, chẳng đáng để răn ngừa sao?
Lương vương nghe xong, hết lời khen ngợi ông. Năm 353 TCN, Lỗ Cung công mất. Ông ở ngôi được 30 năm. Con ông là Lỗ Khang công lên nối ngôi.